# 레오니다스 치클리티라스
레오니다스 치클리티라스(영어: Leonidas Tsiklitiras)는 그리스의 체조 선수이다. 그는 아테네에서 열린 1896년 하계 올림픽에 참가했다.
치클리티라스는 철봉 종목에 출전했다. 그는 메달을 따지 못했으며 순위 또한 알지 못한다.